# Острув-Велькопольский Гожице
Острув-Велькопольский Гожице (пол. Ostrów Wielkopolski Gorzyce) — остановочный пункт в городе Острув-Велькопольский (расположен в дзельнице Захажев, в микрорайоне Нове-Парцеле), в Великопольском воеводстве Польши. Бывшая товарно-пассажирская станция. Имеет 1 платформу и 2 пути.
Остановочный пункт (платформа) на железнодорожной линии Лодзь-Калиская — Форст, построен в 1888 году, когда эта территория была в составе Германской империи.